# Scottish Open 1910
Die Scottish Open 1910 waren die vierte Austragung dieser internationalen Meisterschaften von Schottland im Badminton. Sie fanden Anfang des Jahres in Aberdeen statt. Bei dieser Auflage wurden nur vier Disziplinen ausgetragen, auf die Ausspielung des Dameneinzels wurde verzichtet. Gemeinsam mit den offenen Titelkämpfen fanden auch die geschlossenen nationalen Titelkämpfe von Schottland statt.

## Finalresultate
| Disziplin    | Sieger                          | Finalist                      | Ergebnis     |
| ------------ | ------------------------------- | ----------------------------- | ------------ |
| Herreneinzel | George Alan Thomas              | James Crombie                 | 15–8, 15–4   |
| Herrendoppel | George Alan Thomas Hugh Comyn   | James Crombie H. J. H. Inglis | 15–10, 15–12 |
| Damendoppel  | Meriel Lucas G. L. Murray       | W. S. Gill E. R. Duncan       | 15–2, 15–9   |
| Mixed        | George Alan Thomas G. L. Murray | J. H. Cochrane V. A. Lamb     | 15–8, 15–9   |

## Sieger der Closed Scottish Championships
| Disziplin    | Sieger                        |
| ------------ | ----------------------------- |
| Herrendoppel | James Crombie H. J. H. Inglis |
| Mixed        | J. H. Cochrane V. A. Lamb     |